# Calamoncosis sasae
Calamoncosis sasae är en tvåvingeart som beskrevs av Nartshuk 1973. Calamoncosis sasae ingår i släktet Calamoncosis och familjen fritflugor. Inga underarter finns listade i Catalogue of Life.